# Microfilistata magalhaesi
Espèce
Microfilistata magalhaesi est une espèce d'araignées aranéomorphes de la famille des Filistatidae.

## Distribution
Cette espèce est endémique de la province d'Ispahan en Iran,.

## Description
Le mâle holotype mesure 3,3 mm.

## Étymologie
Cette espèce est nommée en l'honneur d'Ivan Luiz Fiorini de Magalhães.

## Publication originale
- Zamani & Marusik, 2018 : New species and records of Filistatidae (Arachnida: Aranei) from Iran. Arthropoda Selecta, vol. 27, no 2, p. 121-128 (texte intégral).